# Johann Albrecht von Korff

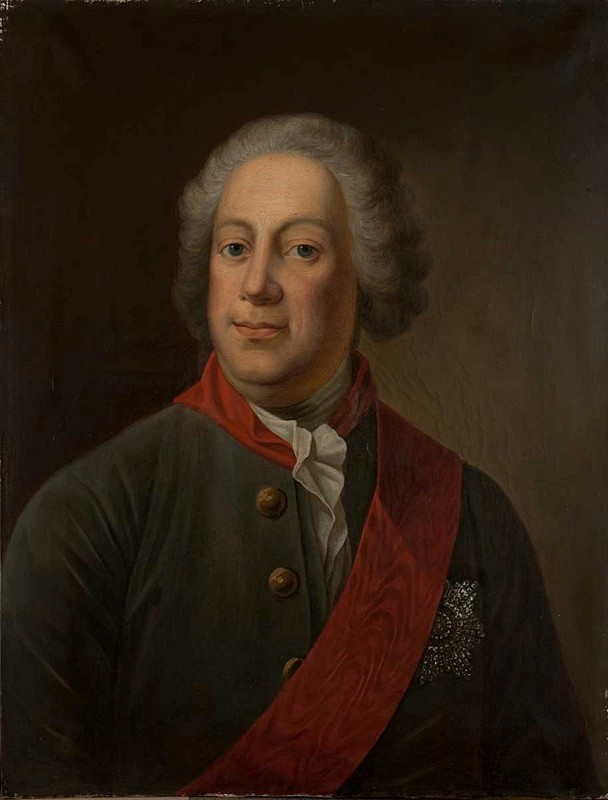
Johann Albrecht von Korff

Johann Albrecht Baron von Korff (russisch Иоганн-Альбрехт фон Корф; * 30. November 1697 in Kurland; † 7. April 1766 in Kopenhagen) war ein russischer Diplomat und Präsident der russischen Akademie der Wissenschaften.

## Leben
Johann Albrecht Baron von Korff stammte aus der weit verzweigten Adelsfamilie Korff. Im Jahr 1730 kam er aus Kurland mit Königin Anna I. nach Russland. Er diente ihr als Kammerjunker und Kammerherr. Im Jahr 1734 wurde er zum Präsidenten der Akademie der Wissenschaften ernannt. Als solcher war er Förderer von Michail Wassiljewitsch Lomonossow. Außerdem hat er eine Expedition nach Kamtschatka entsandt. Wegen seiner am russischen Hof ungewöhnlichen Lateinkenntnisse galt er als Gelehrter. Korff baute eine umfangreiche Bibliothek mit 36.000 Titeln auf. Diese verkaufte er später an die Zarin Katharina II., behielt sich bis zu seinem Tod aber das Nutzungsrecht vor.
Im Jahr 1740 wurde von Korff zum Gesandten in Hamburg ernannt. Im Jahr darauf ging er in derselben Eigenschaft nach Kopenhagen, 1746 nach Stockholm. Auf Geheiß von Pjotr Michailowitsch Bestuschew unterstützte er in den innerschwedischen Streitigkeiten die Partei der Mützen (Mössorna). Weil er dabei so offensichtlich vorging, forderte der schwedische König Friedrich seine Abberufung. Zarin Elisabeth gab dem Ersuchen 1749 nach und versetzte Korff erneut nach Kopenhagen.